# Yıldıray Çınar
Yıldıray Çınar   (Ankara, 1976) és un autor de còmics conegut pel seu treball del comic book americà Noble Causes. Çınar actualment viu a Istanbul.

## Carrera

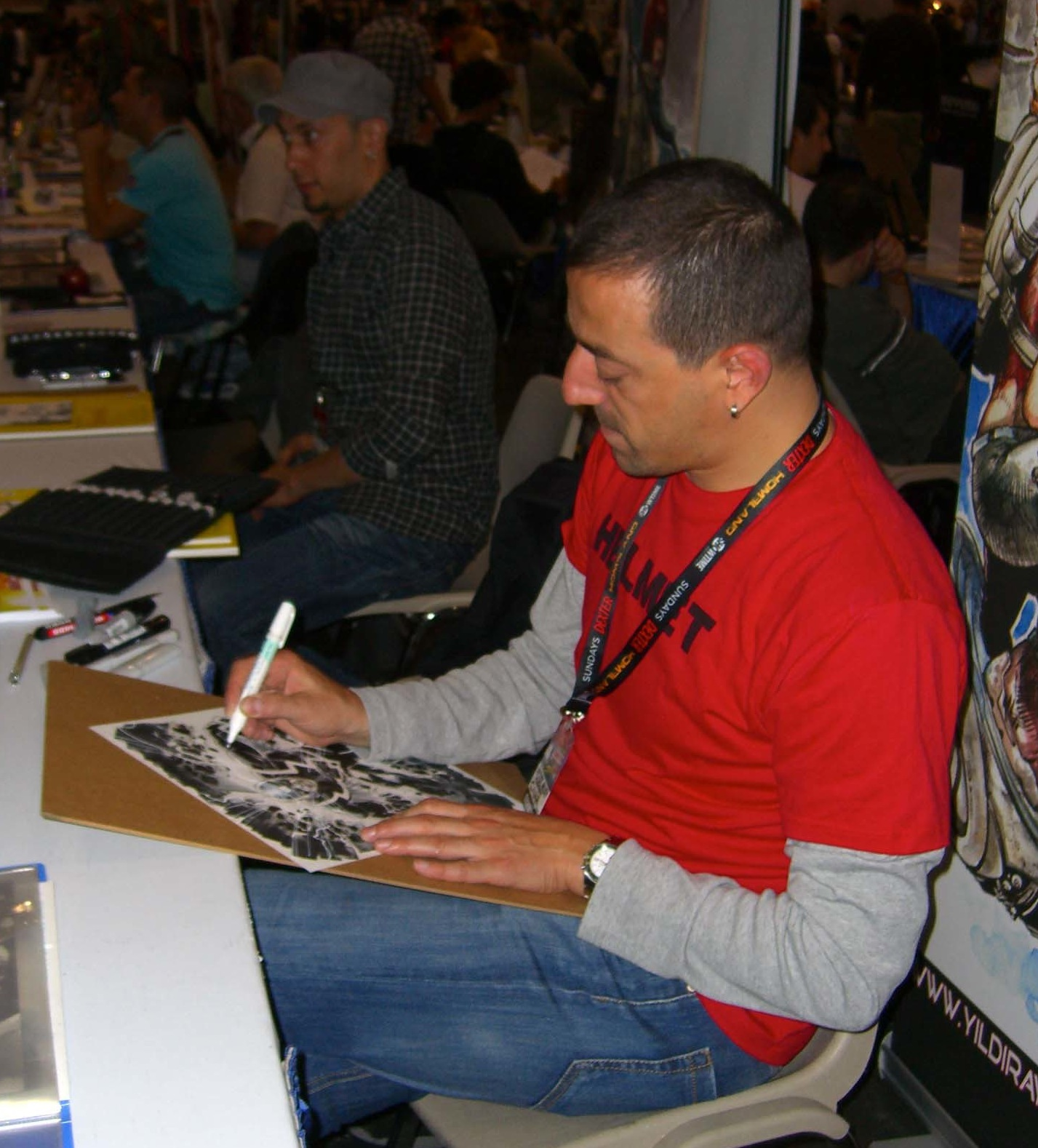
Çınar dibuixant al New York Comic Con. A la seva esquerra hi ha un company creador de còmics turc Mahmud A. Asrar.

Çınar va ajudar a crear un grup de publicació fanzine anomenat Capa Comics el 1997, a la qual ha continuat contribuint fins avui en dia, de tant en tant. El grup Capa Comics ha establert vincles amb diversos editors més grans i tant Yıldıray com els seus col·legues han publicat el seu treball en revistes nacionals en diverses ocasions, sota el mateix grup Capa Comics i d'un altre editor.
Les seves creacions d'aquell moment inclouen Sürgün, Maskeli, Karabasan i İman Limited.
Tot i que es va quedar a Istanbul, Çınar va començar a produir per al mercat de còmics estatunidenc. Primer va estar treballant per Digital Webbing Press i va il·lustrar historietes de Nothingface i Fist of Justice que va aparèixer en nombrosos exemplars de l'antologia de Digital Webbing Presents. També ha produït l'art per a una novel·la gràfica publicada per Digital Webbing anomenada Nothingface.
El seu treball a Image Comics va començar amb un pin-up que dibuixava a Savage Dragon #118. Posteriorment va il·lustrar una historieta curta per a Savage Dragon #126.
Més tard va treballar a la sèrie Noble Causes d'Image de Jay Faerber, en el qual va servir com a llapis habitual començant amb #27.
Després de treballar a la sèrie de Teen Titans de DC Comics, va començar com a artista habitual a Legion of Super-Heroes, que es va estrenar el 2010 amb l'escriptor veterà Paul Levitz de Legion.

Ha estat nomenat artista, amb l'escriptor Tom Taylor, de "Superior Iron Man" a Marvel, a partir de novembre de 2014.

### Còmics
- Savage Dragon #126 (historieta curta)
- Nothingface GN (Digital Webbing)
- Nothingface short story (a Digital Webbing Presents #5)
- Fist of Justice (a Digital Webbing Presents #31)
- Noble Causes #27–40 (amb Jay Faerber, Image Comics, Febrer de 2007 - Març de 2009)
- Tales of the Starlight Drive-In (Image Comics, Juliol de 2008)
- Dynamo 5 #14–16, 21–22 (amb Jay Faerber, Image Comics, Juny–Setembre de 2008, Abril–Juny 2009)
- Teen Titans #69, 71–76, 79–82 (llapis, amb Sean McKeever, DC Comics, Maig–Desembre de 2009)
- Action Comics #888 (coberta, DC Comics, Maig–Desembre de 2009)
- Legion of Super-Heroes vol. 6 #1–16 (amb Paul Levitz, DC Comics, Maig de 2010, properament)
- Fury of Firestorm #1–6, #9–12, #0 (DC Comics, 2011)
- Earth 2 #7, #8, #13, #15.1 (DC Comics, 2012)
- Batman/Superman #3 (DC Comics, 2013)
- Adventures of Superman #5 (DC Comics, 2013)
- Worlds' Finest #9, #22 (DC Comics, 2013)
- Supergirl #26-31 (DC Comics, 2014)
- Superior Iron Man #1- (Marvel Comics, 2014-)

### Cartes col·leccionables
Entre el treball de cartes col·leccionables s'inclou:
- Women of Marvel Sketch Cards (Rittenhouse Archives, 2008)
- Fantastic Four Archives Sketch Cards (Rittenhouse Archives, 2008)
- X-Men Origins: Wolverine Sketch Cards (Rittenhouse Archives, 2009)
- Spider-Man Archives Sketch Cards (Rittenhouse Archives, 2009)